# Chiesa di Sant'Andrea Apostolo (Tizzano Val Parma)
La chiesa di Sant'Andrea Apostolo è un luogo di culto cattolico dalle forme neoclassiche, situato in via Monsignor Barili a Carpaneto, frazione di Tizzano Val Parma, in provincia e diocesi di Parma; è sede di una parrocchia compresa nella zona pastorale della Montagna.

## Storia
Il luogo di culto originario fu eretto in località Cerreto in epoca medievale; la più antica testimonianza della sua esistenza risale al 1230, quando la Capelle de S. Andree de Cereto fu menzionata nel Capitulum seu Rotulus Decimarum della diocesi di Parma tra le dipendenze della pieve di Tizzano.
L'edificio fu nominato anche in un documento del 1299 e nell'Estimo diocesano del 1354.
Nel 1564 la chiesa fu elevata a sede parrocchiale autonoma.
Agli inizi del XVIII secolo il tempio medievale, profondamente lesionato, fu riedificato.
Il 7 settembre 1920 un devastante terremoto danneggiò in modo irreparabile la chiesa, che fu abbattuta; nel 1926 furono avviati nella vicina frazione di Carpaneto i lavori di costruzione di un nuovo tempio, che fu completato due anni dopo.
Nel 1962 fu innalzato di fronte alla facciata il campanile.

## Descrizione

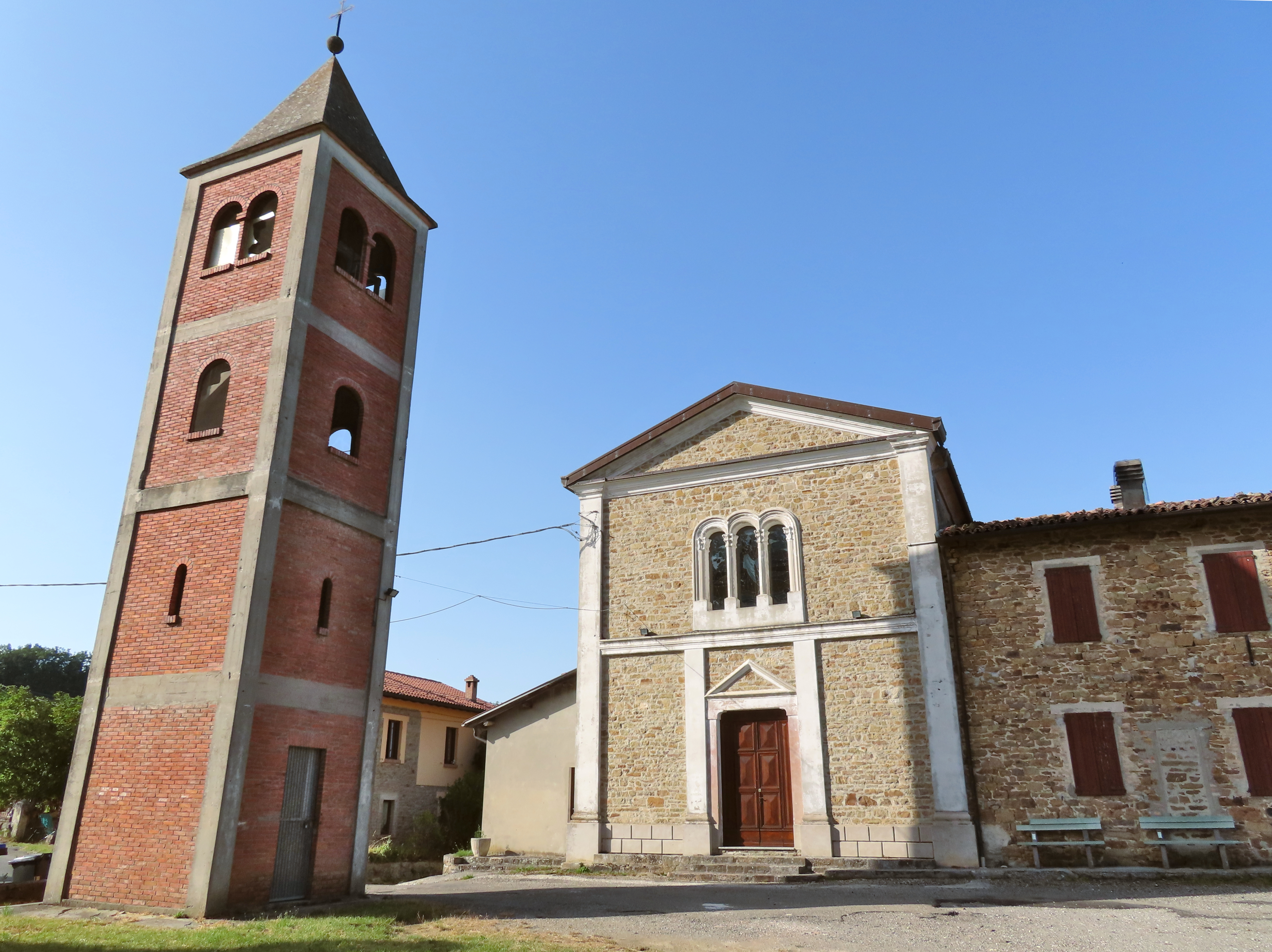
Facciata e campanile

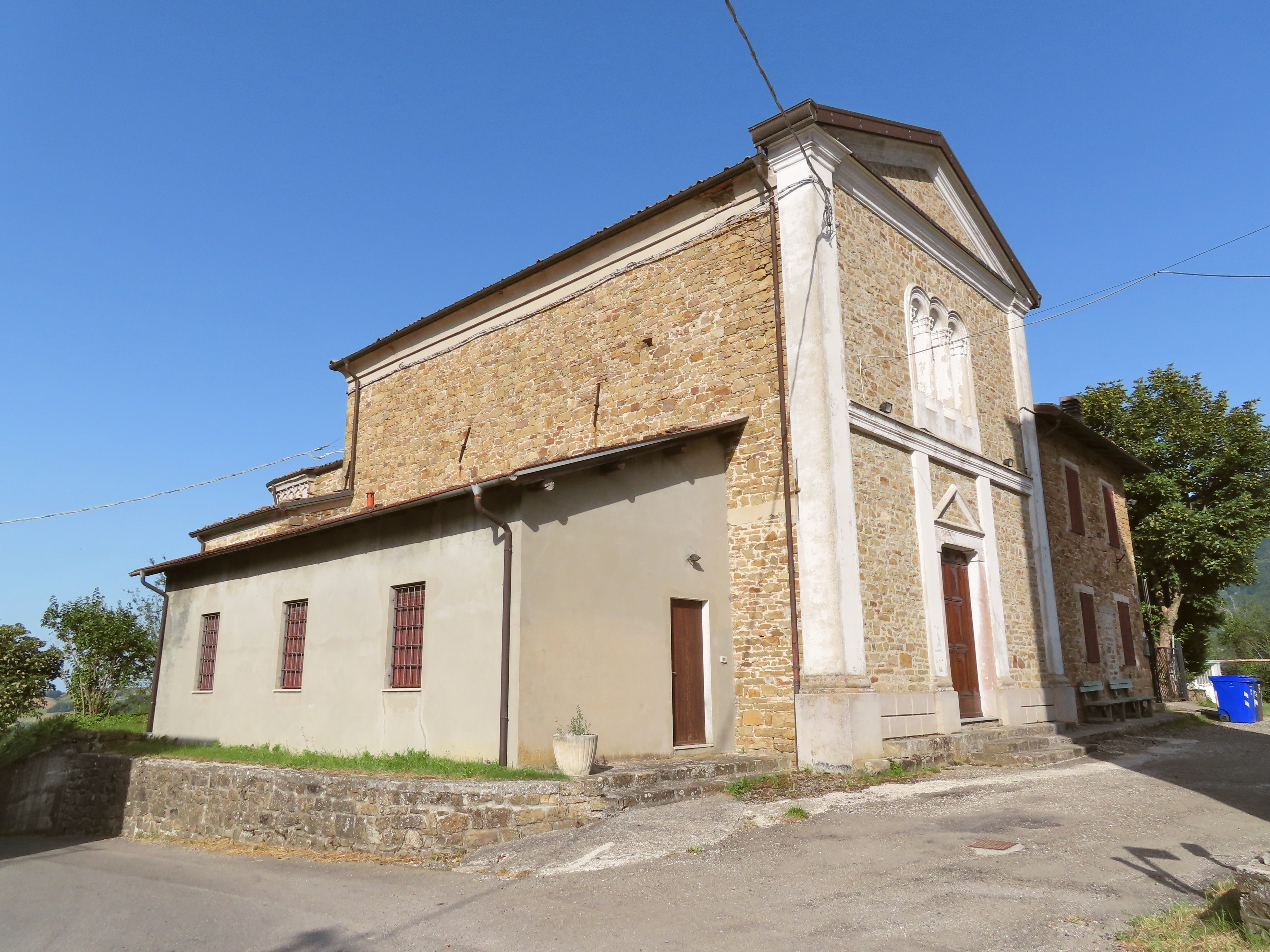
Facciata e lato ovest

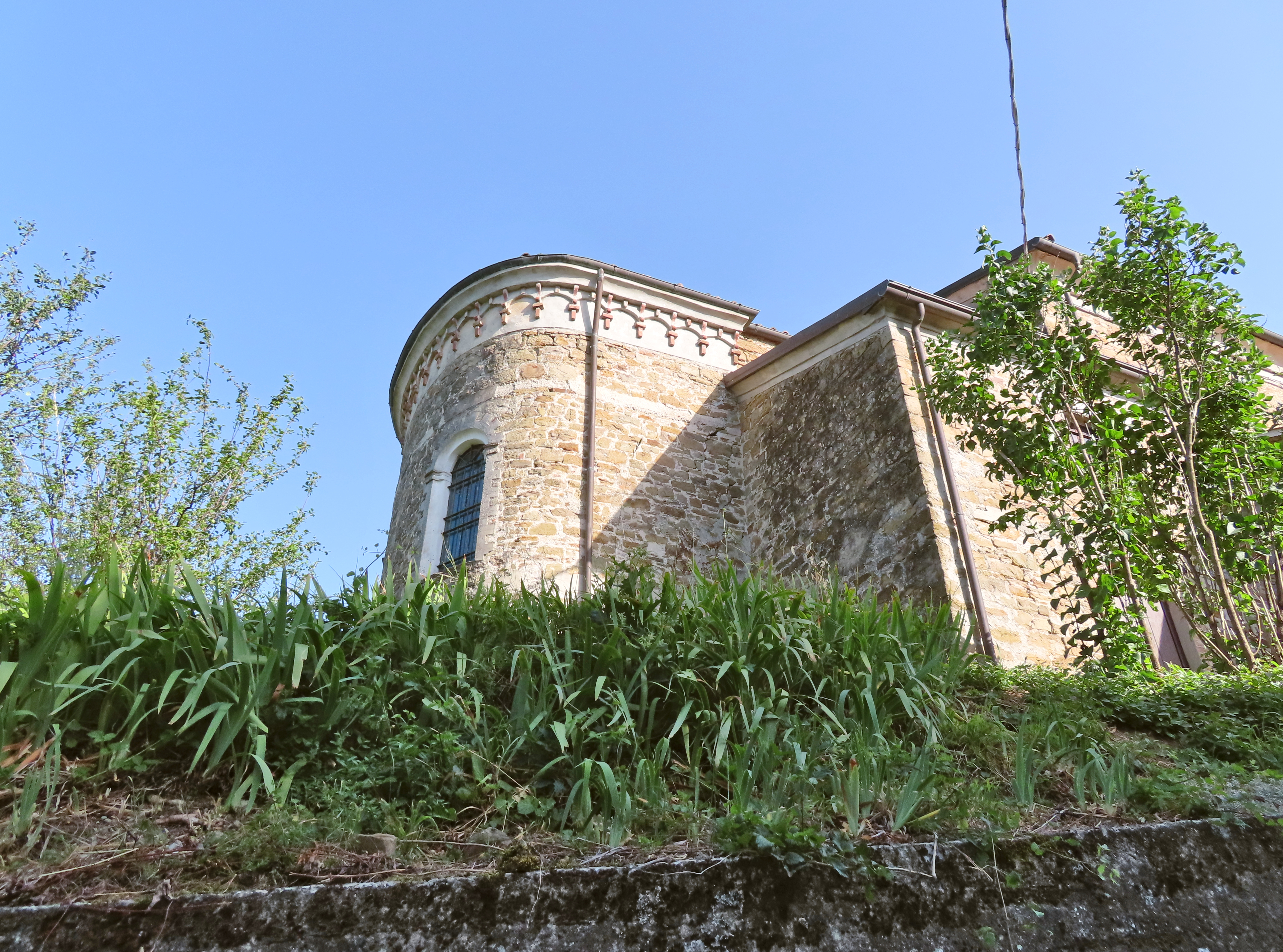
Abside

La chiesa si sviluppa su un impianto a navata unica affiancata da una cappella per lato, con ingresso a sud e presbiterio absidato a nord.
La simmetrica facciata a capanna, rivestita in pietra come il resto dell'edificio, è delimitata alle estremità da due lesene intonacate ed è suddivisa orizzontalmente in due parti da una cornice modanata. Inferiormente, sopra al basamento in finto bugnato, lo spazio è tripartito da due lesene, poste ai lati del portale d'ingresso, inquadrato da una cornice e sormontato da un frontone triangolare. Superiormente si apre nel mezzo un'ampia trifora, scandita da colonnine. A coronamento del prospetto si staglia un grande frontone triangolare, con cornice intonacata in aggetto.
Di fronte alla facciata si erge su quattro ordini il campanile in laterizio, con telaio in calcestruzzo armato in vista; la cella campanaria si affaccia sulle quattro fronti attraverso bifore ad arco a tutto sesto.
Dal fianco libero sinistro aggetta il basso volume della cappella; sul retro si allunga il presbiterio absidato, ornato in sommità con una fascia ad archetti pensili in mattoni.
All'interno la navata, coperta da una volta a botte, è suddivisa lateralmente da una serie di lesene, a sostegno del cornicione perimetrale modanato in rilievo; dai fianchi si affacciano sull'aula le cappelle, anch'esse chiuse superiormente da volte a botte.
Il presbiterio, lievemente sopraelevato, è preceduto dall'arco trionfale; l'ambiente, coronato da una volta a botte lunettata, accoglie l'altare maggiore ligneo a mensa, aggiunto tra il 1970 e il 1980; sul fondo dell'abside, coperta dal catino dipinto, tra due monofore a tutto sesto si staglia la pala raffigurante Sant'Andrea, eseguita nel 1839 da Giuseppe Bissoli su commissione della duchessa Maria Luigia.
La chiesa conserva alcune opere di pregio, provenienti dal luogo di culto settecentesco distrutto nel 1920, tra cui una statua lignea rappresentante l'Angelo custode, risalente alla prima metà del XVIII secolo, due coevi portaceri, un calice del 1864 e un olio raffigurante la Madonna dell'aiuto, dipinto da Luigi Vigotti nel 1845 per volere della Duchessa.